# Symphonie no 14 de Mozart
Pour les articles homonymes, voir Symphonie no 14.
La Symphonie no 14 en la majeur KV 114 est une symphonie de Wolfgang Amadeus Mozart. Elle est composée le 30 décembre 1771 à Salzbourg alors que le compositeur était alors âgé de 15 ans et une quinzaine de jours après la mort de l'archevêque Sigismund von Schrattenbach.

## Instrumentation
| Instrumentation de la symphonie no 14 en la majeur                   |
| Cordes                                                               |
| premiers violons, seconds violons, altos, violoncelles, contrebasses |
| Bois                                                                 |
| 2 flûtes, 2 hautbois                                                 |
| Cuivres                                                              |
| 2 cors en la                                                         |

## Structure
La symphonie comprend 4 mouvements :
1. Allegro moderato, en la majeur, à , 139 mesures, 2 sections répétées deux fois (première section: mesures 1 à 59, seconde section: mesure 60 à 139) - partition
2. Andante, en ré majeur, à 
, 62 mesures, 2 sections répétées deux fois (première section: mesures 1 à 28, seconde section: mesure 29 à 62), pas de cors, et les flûtes sont remplacées par des hautbois - partition
3. Menuetto; Trio, en la majeur (Trio en la mineur), à 
, 26+24 mesures - partition
4. Molto allegro, en la majeur, à 
, 174 mesures, 2 sections répétées deux fois (première section: mesures 1 à 73, seconde section: mesure 74 à 174) - partition

Durée : environ 20 minutes

Introduction de l'Allegro moderato :
La lecture audio n'est pas prise en charge dans votre navigateur. Vous pouvez télécharger le fichier audio.
Introduction de l'Andante :
La lecture audio n'est pas prise en charge dans votre navigateur. Vous pouvez télécharger le fichier audio.
Première reprise du Menuetto :
La lecture audio n'est pas prise en charge dans votre navigateur. Vous pouvez télécharger le fichier audio.
Première reprise du Trio :
La lecture audio n'est pas prise en charge dans votre navigateur. Vous pouvez télécharger le fichier audio.
Introduction du Molto allegro :
La lecture audio n'est pas prise en charge dans votre navigateur. Vous pouvez télécharger le fichier audio.